# Collat
Collat é uma comuna francesa na região administrativa de Auvérnia-Ródano-Alpes, no departamento de Alto Loire. Estende-se por uma área de 10,67 km². Em 2010 a comuna tinha 77 habitantes (densidade: 7,2 hab./km²).